# ジェイムス・ジョイスタワーと博物館
ジェイムス・ジョイスタワーと博物館 (英: James Joyce Tower and Museum) は、元々、アイルランド、ダブリンのサンディコーブにあるマーテロー塔 (イギリス軍がナポレオンの侵略に備えて1804年に造ったもの)と呼ばれる塔である。現在は博物館を併設しており、ジェイムス・ジョイスが1904年の9月9日から14日まで6泊したことで知られている。入場は無料。

## 歴史
この塔は、イギリスの陸軍省の管理にあったが、アイルランドにギリシア風の文化を取り入れるという目的のもとに、1904年から家賃を納めれば民間人もそこに住めることになっていた。ジョイスの大学時代の友達、オリバー・セント・ジョン・ゴガティが1904年からそこに住んでいた。ゴガティは、夜中にうなされて銃を持ち出して発砲し、それがジョイスが6日で突然そこを出ていくという事件の原因となった。小説『ユリシーズ』の冒頭の場面は、この発砲事件の翌朝のことである。ゴガティは、「押しだしのいい、ふとっちょのバック・マリガン」(丸谷才一訳、集英社文庫ヘリテージシリーズ　1996年)として小説の冒頭で登場する。
塔の内部には『ユリシーズ』の出版元のシルヴィア・ビーチが1962年にジェイムズ・ジョイス・ミュージアムにしたのである。ジョイスの持ち物や作品の色んな場面を思い出させるような小物、例えば、「プラムツリーのポットドミート」の空の入れ物などが展示されている。リビングは1904年頃の様子を再現するような装飾になっており、『ユリシーズ』の挿話で住人の夢の中で出てきたものをそのまま再現するということで、セラミックでできた豹まである。ジョイスの熱烈なファンにとっては聖地巡礼の対象になっており、特にブルームの日 (6月16日) にはファンがよく訪れる。塔は、ダブリン在住のアーティスト、ジョン・ライアンの尽力でジョイス記念館として1962年6月12日に開館した。ライアンは、エクレス通り7番の玄関のドアが時と共に傷んでいくのを防ぎ、ブライアン・オーノランとともに1954年に第一回のブルームの日イベントを立ち上げたことでも知られている。ジェイムス・ジョイス塔は、特別イベントの時などを除き午前10時から午後4時まで開館しており、月曜日が休みである。入場料は無料で、寄付制である。博物館はジェイムズ・ジョイス協会のスタッフが無給で維持管理している。

## ギャラリー

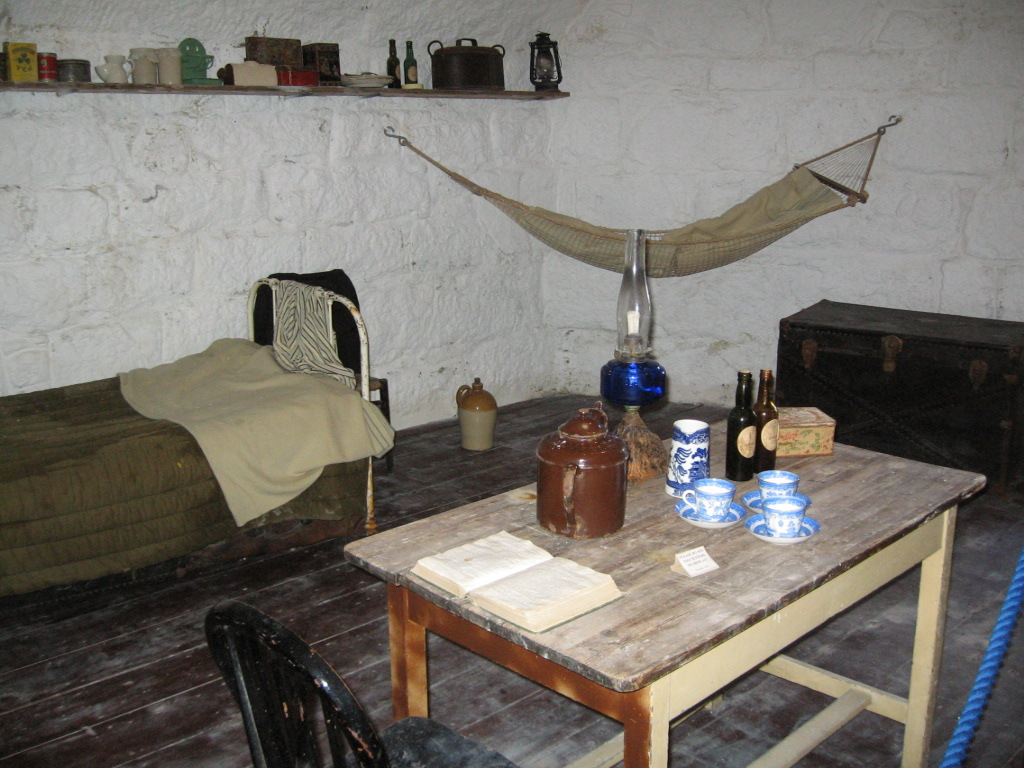
博物館の中のジェイムス・ジョイスと彼の妻の部屋
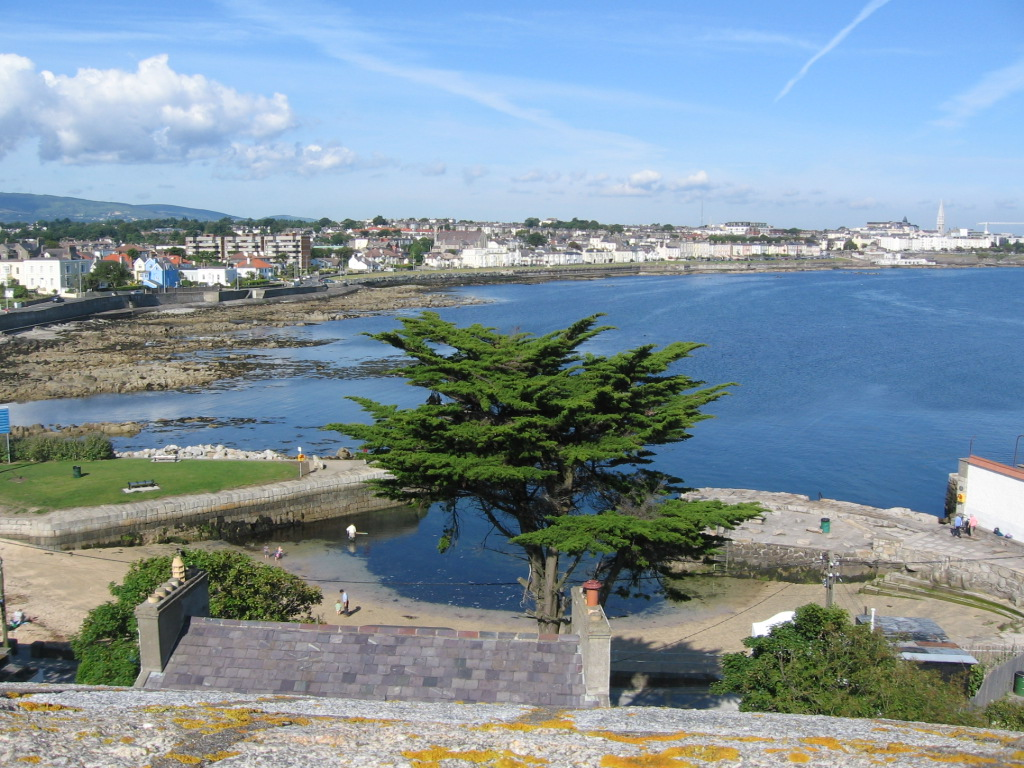
ジェイムス・ジョイス塔からダブリン市街地方面の展望

## 文献
- Ryan, Susan (20 August 2012). “Joyce Tower set to reopen thanks to volunteer support”. TheJournal.ie. 2020年5月23日閲覧.